# Pittosporum trilobum
Pittosporum trilobum är en tvåhjärtbladig växtart som beskrevs av L. W. Cayzer, M.D. Crisp och I.R.H. Telford. Pittosporum trilobum ingår i släktet Pittosporum och familjen Pittosporaceae. Inga underarter finns listade.